# NGC 5146
NGC 5146 est une vaste galaxie lenticulaire située dans la constellation de la Vierge. Sa vitesse par rapport au fond diffus cosmologique est de 6 971 ± 37 km/s, ce qui correspond à une distance de Hubble de 102,8 ± 7,2 Mpc (∼335 millions d'al). NGC 5146 a été découverte par l'astronome germano-britannique William Herschel en 1784.
À ce jour, une mesure non basée sur le décalage vers le rouge (redshift) donne une distance d'environ 87,900 Mpc (∼287 millions d'al). Cette valeur est à l'extérieur des valeurs de la distance de Hubble. Notons que c'est avec la valeur moyenne des mesures indépendantes, lorsqu'elles existent, que la base de données NASA/IPAC calcule le diamètre d'une galaxie et qu'en conséquence le diamètre de NGC 5146 pourrait être d'environ 17,9 kpc (∼58 400 al) si on utilisait la distance de Hubble pour le calculer.